# Società Ginnastica di Torino 1902
Questa voce raccoglie le informazioni riguardanti la Società Ginnastica di Torino nelle competizioni ufficiali della stagione 1902.

## Stagione
La Ginnastica Torino partecipò al suo quinto ed ultimo campionato di massima serie. Nell'eliminatoria piemontese la Ginnastica Torino disputò solo il primo incontro contro l'esordiente Audace Torino, perdendo 5-2, non presentandosi invece per le successive due partite, perdendole così entrambe a tavolino.

## Divise
La maglia utilizzata per gli incontri di campionato era blu con striscia rossa orizzontale.
| Manica sinistra · Maglietta · Maglietta · Manica destra · Pantaloncini · Calzettoni |

## Organigramma societario
Area direttiva
- Presidente: Angelo Mosso[3]
- Segretario: Beltrami[4]

Area tecnica
- Allenatore: Gustavo Falchero

## Rosa
| N. |                   | Ruolo | Calciatore         |
| -- | ----------------- | ----- | ------------------ |
|    | Italia (bandiera) | P     | Michele Garabello  |
|    | Italia (bandiera) | D     | P. Aymar           |
|    | Italia (bandiera) | D     | Eugenio Abate Daga |
|    | Italia (bandiera) | D     | E. Raparelli       |
|    | Italia (bandiera) | D     | Carlo Ravelli      |
|    | Italia (bandiera) | D     | Giovanni Ravelli   |
|    | Italia (bandiera) | D     | Pietro Ravelli     |
|    | Italia (bandiera) | D     | Oreste Scaffone    |
|    | Italia (bandiera) | C     | Carlo Cortevesio   |
|    | Italia (bandiera) | C     | Sartore            |
|    | Italia (bandiera) | C     | Pietro Varetto     |

| N. |                   | Ruolo | Calciatore         |
| -- | ----------------- | ----- | ------------------ |
|    | Italia (bandiera) | A     | Giulio De Giuli    |
|    | Italia (bandiera) | A     | Giovanni Trombetta |
|    | Italia (bandiera) |       | Federico Bertoli   |
|    | Italia (bandiera) |       | Andrea Camillo     |
|    | Italia (bandiera) |       | Ippolito Civalleri |
|    | Italia (bandiera) |       | Severino Davico    |
|    | Italia (bandiera) |       | Antonio De Giuli   |
|    | Italia (bandiera) |       | Vincenzo Ferrari   |
|    | Italia (bandiera) |       | Giovanni Fornaseri |
|    | Italia (bandiera) |       | Silvio Rolando     |
|    | Italia (bandiera) |       | Alfredo Zorzaud    |

## Calciomercato
| Acquisti | Acquisti | Acquisti | Acquisti |
| R.       | Nome     | da       | Modalità |
| -------- | -------- | -------- | -------- |

| Cessioni | Cessioni | Cessioni | Cessioni |
| R.       | Nome     | a        | Modalità |
| -------- | -------- | -------- | -------- |

## Risultati

### Campionato Italiano di Football

#### Eliminatorie piemontesi
| Arbitro: | Baravaglio (Torino) |

|   |           |   |
| ? | Marcatori | ? |

| Torino 9 marzo 1902 Eliminatoria regionale - 2ª giornata | Torinese | 2 – 0 (tav.) | Ginnastica Torino | Campo di Piazza d'Armi di Torino |

| Torino 16 marzo 1902 Eliminatoria regionale - 3ª giornata | Juventus | 2 – 0 (tav.) referto | Ginnastica Torino | Campo di Piazza d'Armi di Torino |

## Statistiche

### Statistiche di squadra
| Competizione                    | Punti | In casa | In casa | In casa | In casa | In casa | In casa | In trasferta | In trasferta | In trasferta | In trasferta | In trasferta | In trasferta | Totale | Totale | Totale | Totale | Totale | Totale | DR |
| Competizione                    | Punti | G       | V       | N       | P       | Gf      | Gs      | G            | V            | N            | P            | Gf           | Gs           | G      | V      | N      | P      | Gf     | Gs     | DR |
| ------------------------------- | ----- | ------- | ------- | ------- | ------- | ------- | ------- | ------------ | ------------ | ------------ | ------------ | ------------ | ------------ | ------ | ------ | ------ | ------ | ------ | ------ | -- |
| Campionato Italiano di Football | 0     | 0       | 0       | 0       | 0       | 0       | 0       | 3            | 0            | 0            | 3            | 2            | 9            | 3      | 0      | 0      | 3      | 2      | 9      | -7 |

### Statistiche dei giocatori
| Giocatore      | Campionato Italiano di Football | Campionato Italiano di Football |
| Giocatore      | Presenze                        | Reti                            |
| -------------- | ------------------------------- | ------------------------------- |
| E. Abate Daga  | 1                               | 0                               |
| G. De Giuli    | 1                               | 0                               |
| M. Garabello   | 1                               | -5                              |
| C. Ravelli III | 1                               | 0                               |
| G. Ravelli II  | 1                               | 0                               |
| P. Ravelli I   | 1                               | 0                               |
| O. Scaffone    | 1                               | 0                               |
| G. Trombetta   | 1                               | 0                               |
| P. Varetto     | 1                               | 0                               |